# Mr. Dressup

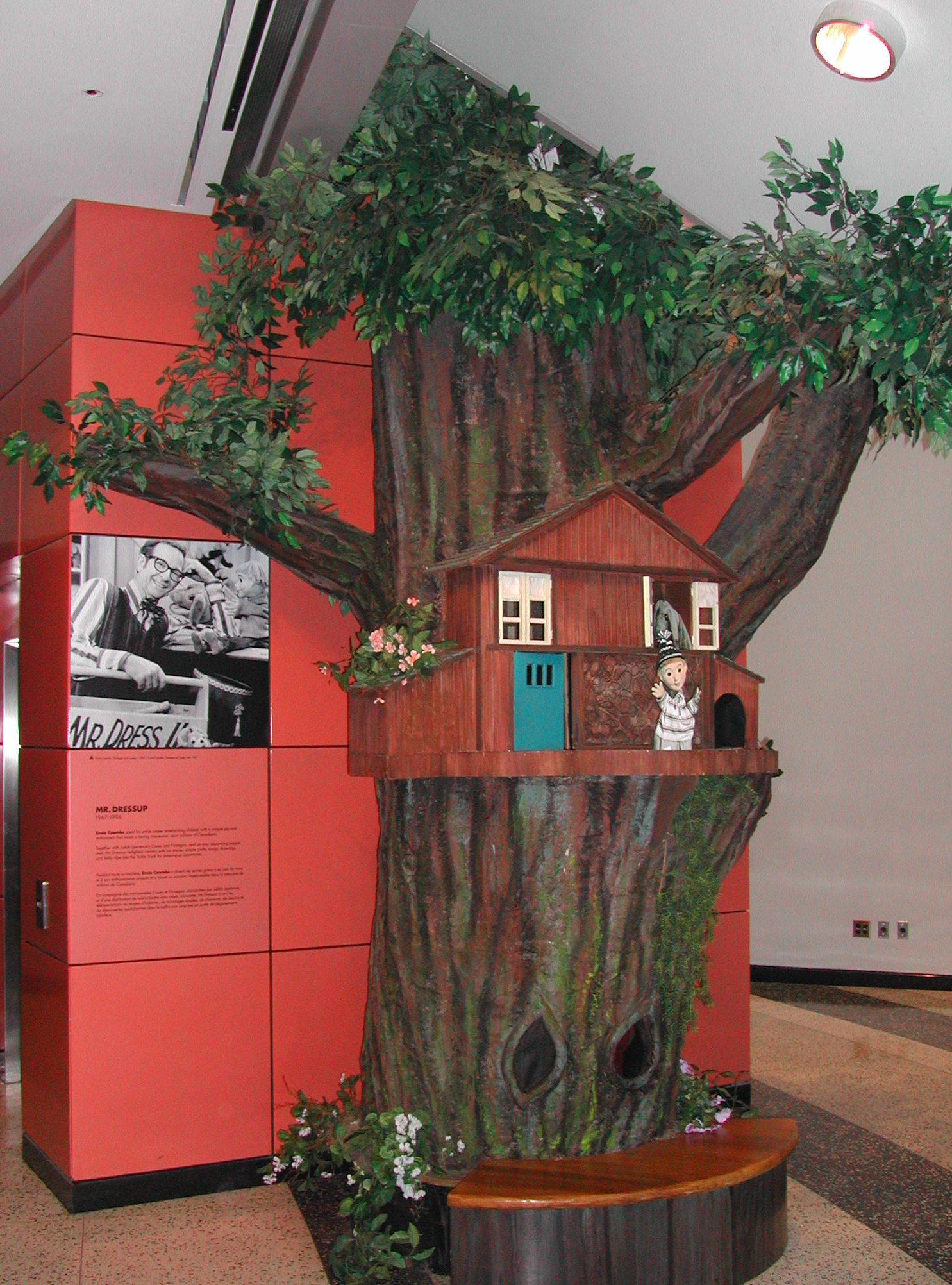
Maison dans les arbres de Mr. DressUp

Mr. Dressup est une émission pour enfants canadienne anglophone diffusée de 1967 à 1996 sur la chaîne de télévision publique CBC. Elle a été créée par Ernie Coombs, qui en a également été son principal animateur. Le 26 novembre 2012, Google propose un Doodle à son effigie. 